# Wiboria
Wiboria est une localité située dans le département de Falagountou de la province du Séno dans la région Sahel au Burkina Faso.